# Nilson Corrêia Júnior
Nilson Corrêa Júnior, művésznevén Nilson egy brazil labdarúgókapus. Jelenleg a Vitória Guimarães együttesét erősíti.

## Eredményei
- Bahia állam bajnoka: 1996, 1997
- A Nordeste Kupa győztese: 1997

## Külső hivatkozások
- Nilson hivatalos honlapja (portugál)
- lpfp.pt (portugál)
- vitoriasempre.net[halott link] (portugál)
- sambafoot (angol)
- Guardian Stats Centre[halott link] (angol)